# Xenorhina arfakiana
Xenorhina arfakiana är en groddjursart som först beskrevs av Blum och Menzies 1989.  Xenorhina arfakiana ingår i släktet Xenorhina och familjen Microhylidae. IUCN kategoriserar arten globalt som otillräckligt studerad. Inga underarter finns listade i Catalogue of Life.